# Перелік кавалерів Хреста Симона Петлюри (З)
Ця сторінка — інформаційний реєстр. Див. також основні статті: Хрест Симона Петлюри та Перелік кавалерів Хреста Симона Петлюри.
В алфавітному порядку представлені всі відомі кавалери Хреста Симона Петлюри, чиї прізвища починаються з літери «З».
| №  | Фото | Ім'я                                | Дата народження   | Місце народження                                    | Дата смерті            | Місце смерті                                 | Звання              | Підрозділ                                               | № ордена |
| -- | ---- | ----------------------------------- | ----------------- | --------------------------------------------------- | ---------------------- | -------------------------------------------- | ------------------- | ------------------------------------------------------- | -------- |
| 1  |      | Забарило Павло Микитович            |                   |                                                     |                        |                                              | Підполковник        | 3-й кінний полк Окремої кінної дивізії Армії УНР        | 800      |
| 2  |      | Загродський Олександр Олександрович | 10 квітня 1889    | с. Зеленьків, Тальнівський район, Черкаська область | 4 серпня 1968          |                                              | Генерал-полковник   | 1-й Запорізький ім. гетьмана П. Дорошенка піхотний полк | 106      |
| 3  |      | Зайців Микола                       | 25 жовтня 1901    | Стародуб, Чернігівщина                              | після 5 листопада 1966 |                                              | Хорунжий            |                                                         | 1163     |
| 4  |      | Закоморний Микола Степанович        | 21 листопада 1901 | Ясинувата                                           | 20 лютого 1982         | Оффлі, графство Гартфордшир, Велика Британія | Хорунжий            |                                                         | 2749     |
| 5  |      | Запорожець Данило Семенович         | 1899              | м. Миколаїв, Херсонська губернія                    | 22 листопада 1921      | м. Базар                                     | бухгалтер скарбниці | 4-та Київська стрілецька дивізія Армії УНР              | 2066     |
| 6  |      | Захвалинський Сергій Іванович       | 1 липня 1902      | м. Носівка, Чернігівська губернія                   | 3 серпня 1977          | м. Трентон                                   | Хорунжий            | Лубенський сердюцький кінно-козацький полк              | 1162     |
| 7  |      | Збаращенко Олександр Петрович       | 1894              | м. Сквира, Київська губернія                        | 22 листопада 1921      | м. Базар                                     | Хорунжий            | 4-та Київська стрілецька дивізія Армії УНР              |          |
| 8  |      | Зваричук Іван Федорович             | 20 листопада 1896 | Біла Церква                                         | після 1973             |                                              | Сотник              |                                                         | 356      |
| 9  |      | Зима Павло Григорович               | 22 грудня 1886    | Вовчок                                              | після 1941             |                                              | Сотник              | Запорізький корпус Армії УНР                            |          |
| 10 |      | Зінченко Яків Васильович            | 7 жовтня 1892     | Кетрисанівка                                        | після 1952             |                                              | Сотник              |                                                         | 2602     |
| 11 |      | Змієнко Всеволод Юхимович           | 16 жовтня 1886    | Одеса, Херсонська губернія                          | 30 жовтня 1938         | Варшава                                      | Генерал-хорунжий    |                                                         | 19       |